# Voga alla veneta

Competición de voga alla veneta. Regata de Malamocco de mujeres.

La voga alla veneta o voga veneta es un deporte acuático, que se practica sobre una embarcación de madera. Se trata de una forma de remar que se hace de pie, tipico del norte de Italia.
La remada es muy compleja y difícilmente encuentra una única explicación en el gesto atlético. El gesto depende en gran medida no sólo del tipo de barco, sino también de quién lo realiza.
La idea básica es que la persona que rema tiene que estar de pie en el barco y empujar un remo hacia adelante, insertado en una especie de escálamo llamada en dialecto veneciano forcola.
El remo que se utiliza tiene dos caras diferentes y hay que meterlo correctamente en el agua.
Los barcos que se pueden remar con el estilo de voga alla veneta son de muchos tipos diferentes y tienen tamaños y números de remadores diferentes.
Antiguamente los barcos se utilizaban sobre todo para trabajo rústico, mientras que en el siglo XXI la góndola se utiliza más para trabajo turístico.

## Orígenes

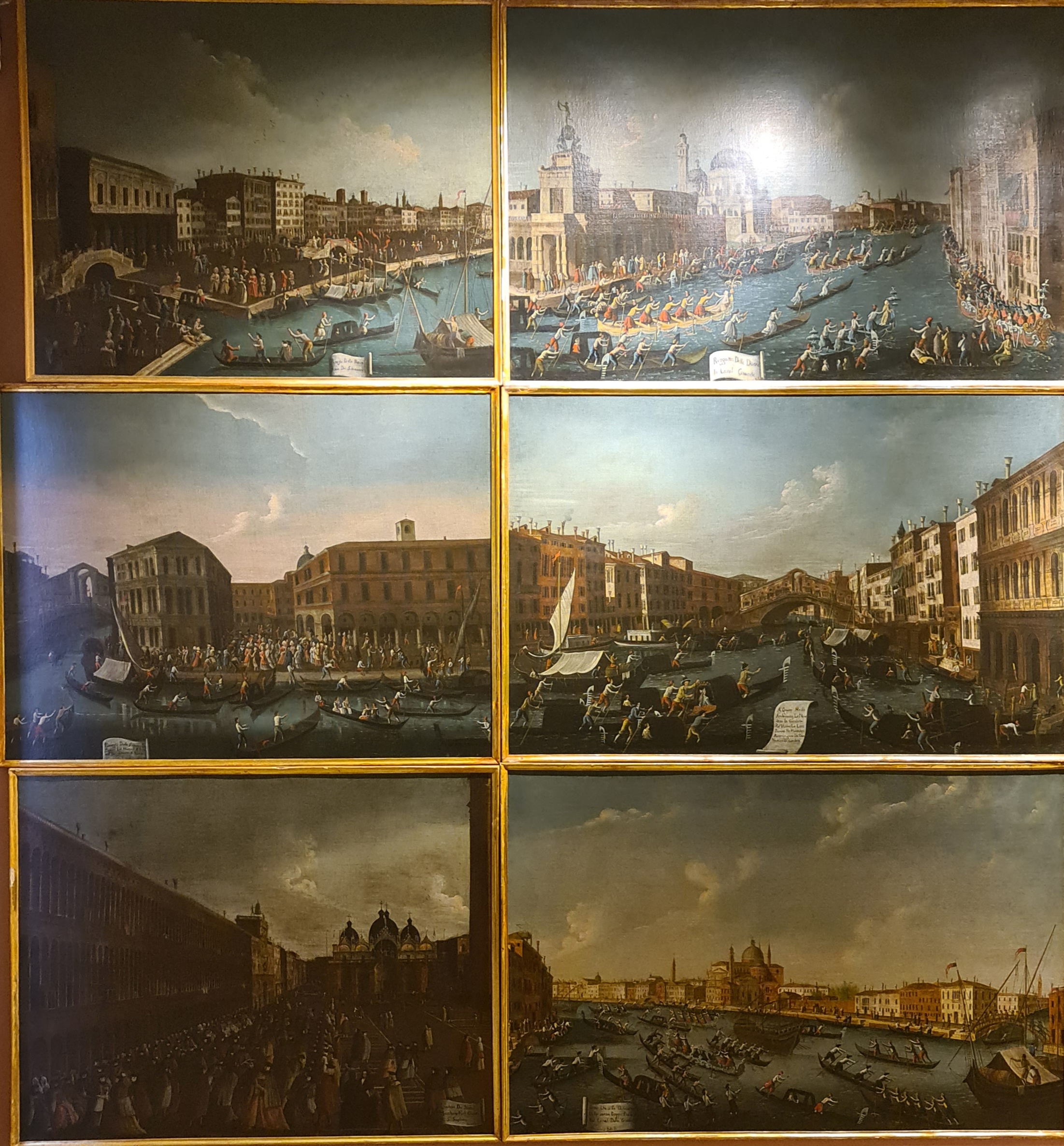
Cuadros presentes en la sala "escenas de vida veneciana", Fundación Querini Stampalia, Venecia

La voga alla veneta es una parte importante  de la vida veneciana desde el principio de esta ciudad: era importante conocer este estilo de remada porque permitía a la gente cazar, pescar, comunicarse con otras islas y trabajar.
Con la afirmación de la Serenissima nace la regata, es decir las competiciones.
Las competiciones suelen tener también una fiesta y estas involucraban a toda la ciudad. Todos participaban con entusiasmo, independientemente de la clase social.
Las fiestas tenían como objetivo aumentar el prestigio del Estado y, al mismo tiempo, sanar las fracturas entre las diferentes clases sociales, al menos en apariencia.

## Las competiciones de lavoga a la veneta: las regatas
El primer documento de «corsa di barchette», es decir carrera de barcos, a lo largo del Canalazzo, otro nombre del Canal Grande, disputada entre los hombres jóvenes, se remonta a 1441 y las primeras carreras de mujeres datan de 1493.
La regata más importante de todas es la que hoy se denomina Regata Histórica de Venecia y antiguamente era conocida como Regata Real o Regata in Canalazzo.
Otras regatas consideradas importantes son las regatas nacionales, a las que siempre se accede mediante una selección, pero la convocatoria de regatas es competencia del CONI (Comité Olímpico Nacional Italiano).

### Campeones

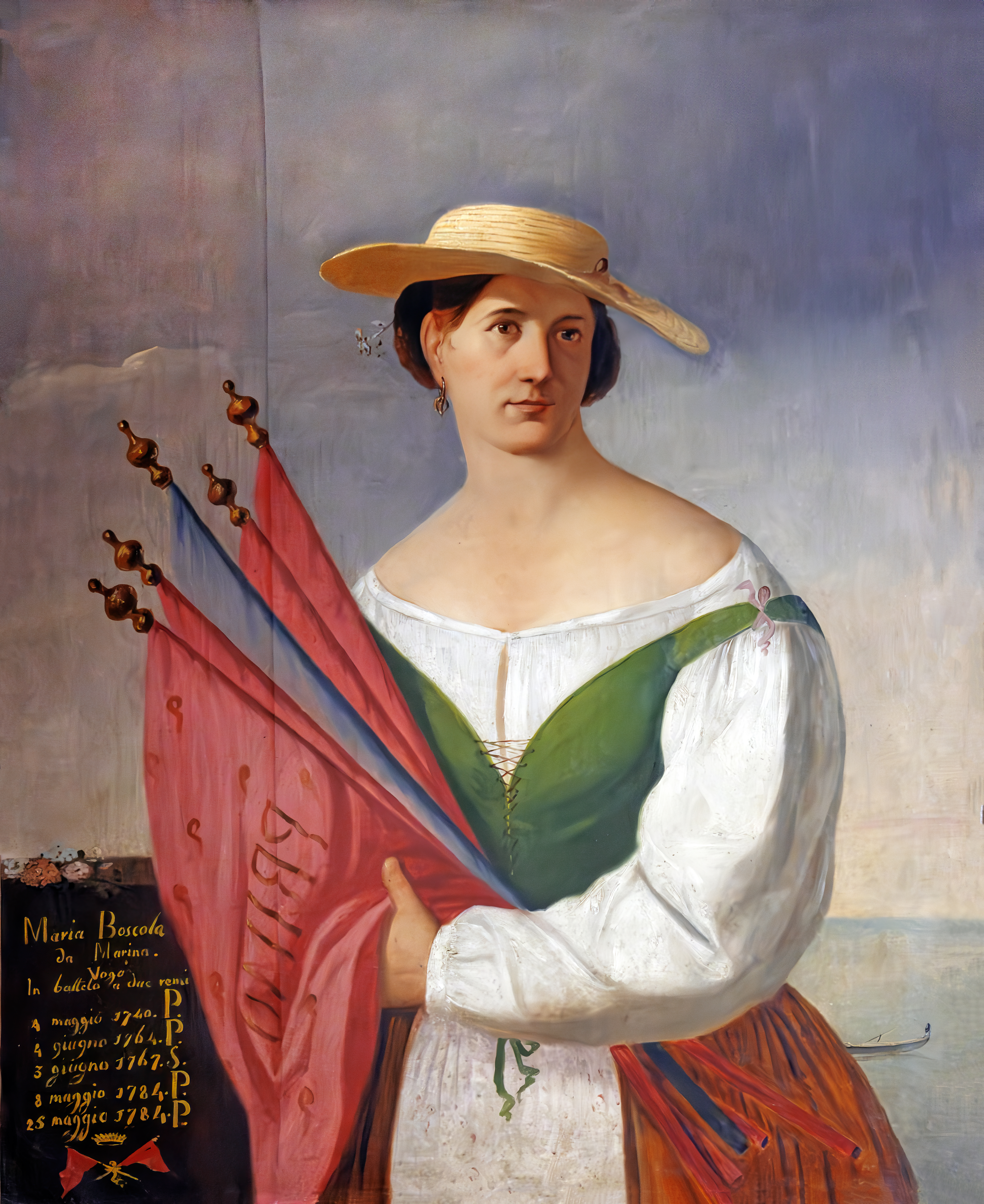
Cuadro pintado por pintor veneciano, Maria Boscola, Museo Correr, Venecia

La Voga alla veneta pasa de ser un deporte visto sólo como espectáculo para los nobles, practicado por las clases más bajas para ganar algo, a un deporte profesional, donde la figura del remador adquiere prestigio y gloria.
Estos son los campeones del siglo XX, aún con vida en el 2022, también llamados Reyes de remo, porque han conseguido por lo menos 5 victorias consecutivas en la regata más importante, la Regata Histórica:

#### Hombre
Palmiro Fongher
Giuseppe Fongher
Ciaci
Gianfranco Vianello llamado Crea

#### Mujer
Anna Mao
Romina Ardit
Luisella Schiavon
Giorgia Ragazzi

## La técnica básica
Es muy difícil describir el gesto atlético que realizan los remadores, ya que no existe una regla única válida para todos los profesionales. Pero hay bases similares a todas.  Una cosa válida para todas las posiciones y muy importante es que el empuje de las piernas es crucial para el éxito de esta técnica de remada.
Durante las competiciones generalmente hay 3 momentos: la salida, llamada cavata, la marcha (paso) y la vuelta de la boya el giro di boa. Correspondientes a estos 3 momentos, encontramos 3 tipos diferentes de remada.
Durante la cavata, el remador es rápido y potente, al paso sigue siendo potente pero debe remar más calmados para que puedan aguantar el ritmo en toda la carrera y al giro de boa se deben hacer maniobras para hacer girar el barco más rápidamente.
La principal diferencia entre el remador de popa y proa es la posición, que se refleja con el efecto espejo.
Tomemos como ejemplo para describir la técnica de voga alla veneta los campeones del '900, llamados Reyes del Remo, porque han alcanzado al menos 5 victorias consecutivas en la regata más importante: la Regata Histórica de Venecia.

### Remador de proa:proviere
El remador de proa, también llamado proviere, se considera el "motor" del barco. Él es el que tiene que tener fuerza y resistencia para hacer que el barco vaya lo más rápido posible.
El proviere rema con la pierna derecha hacia adelante, la izquierda hacia atrás y en punta de pie, listo para empujar con la pierna izquierda todo su cuerpo.
Los brazos están abiertos al menos a la altura de los hombros y hay que prestar mucha atención a la empuñadura del remo. El brazo externo da velocidad y profundidad de remada mientras el brazo interno se convierte en uno con el cuerpo y da potencia a la remada.

### Remador de popa:poppiere
El remador de popa, también llamado poppiere, tiene que tener una mezcla de astucia, inteligencia, experiencia, técnica, fuerza y ligereza.
Contribuye al empuje del barco y al mismo tiempo lo guía, con delicadeza.
La posición está reflejada con respecto a la del proviere: pierna izquierda en la parte delantera y pierna derecha hacia atrás. Brazo izquierdo que gobierna el remo y brazo derecho que empuja, junto con el torso y la pierna derecha.

### Remar aun remo
Podemos considerar esta remada la universidad de la voga, es en absoluto el estilo de voga más difícil. Se rema en la posición del poppiere y puede ocurrir en diferentes tipos de barcos pero las más frecuentes son la góndola, tanto por trabajo como en competición, y el pupparino.
El remo debe conducir el barco y empujarlo hacia adelante, con una sola palanca en el lado derecho. Esto sólo puede ocurrir con un tipo de movimiento particular que no permite que el remo salga inmediatamente del agua y que hace orientar el barco donde el poppiere quiera. Es muy difícil calibrar la fuerza de empuje correcta.

### Remar a lavalesana
Esta técnica es especial: rema en popa, pero con la posición del cuerpo como si remara en la proa. Rema con dos remos insertados en dos escálamos no perfectamente paralelas, una un poco más adelante que la otra. Los remos se cruzan y hay que coordinar el empuje de los dos remos con el empuje de la pierna derecha.

## Tipo de embarcaciones

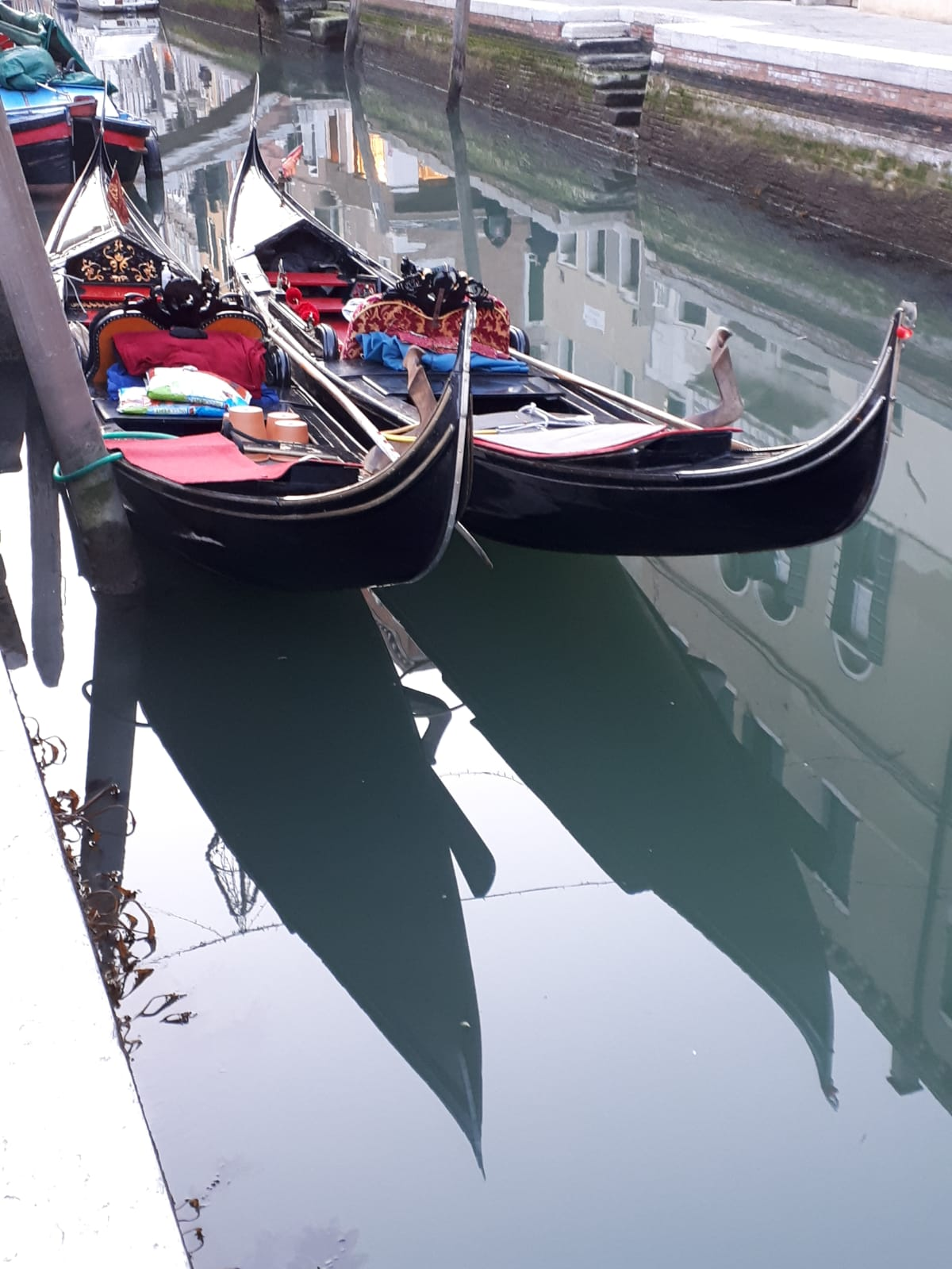
Góndolas negras de trabajo

Los barcos que se pueden remar con el estilo de la voga a la veneta son muchos, sin embargo en Venecia la mayor parte de los barcos que se utilizan en 2022 son los destinados a las regata, o sea las competiciones de esta técnica de voga.
La mayoría de los barcos utilizados para la voga a la veneta son de madera y son producidos artesanalmente por los maestro d’ascia (maestros de hacha), llamados también squeraroli.
El sitio donde se producen los barcos artesanales se llama squero. El único barco que no se fabrica en los squero es el VIP 750, destinado a las competiciones nacionales.

### Barcos que se utilizan en las competiciones

#### Gondola
Se puede definir como el símbolo de Venecia, utilizada tanto en las competiciones como barco de trabajo para los gondoleros.
Entre las góndolas de trabajo y las de regata hay algunas diferencias, la más importante es el color: los cuentos populares nos dicen que las góndolas fueron pintadas de negro para conmemorar a los difuntos de la peste, pero esta hipótesis fue descartada por los hechos históricos.
Una de las hipótesis históricas, sostiene que el color negro fue impuesto por el Magistrado entre 1500 y 1600, después de la aparición de góndolas demasiado llamativas, que se habían convertido en una especie de competición para ver quien tenía el barco más vistoso, ya que la góndola se consideraba un símbolo de potencia. Se utiliza en competiciones con un solo remador (a un remo) o con dos.
| Longitud | Anchura | Peso   |
| -------- | ------- | ------ |
| 11 m     | 1,37 m  | 320 Kg |

#### Gondolino
Barco muy rápido, nacido exclusivamente para ser utilizado en las competiciones. Tiene una forma similar a la de la góndola, pero técnicamente es mucho más complicada de remar.
La primera vez que se utilizó este tipo de embarcación en la Regata Histórica (en italiano Regata Storica) fue en 1825. Se utiliza en competiciones con dos remadores.

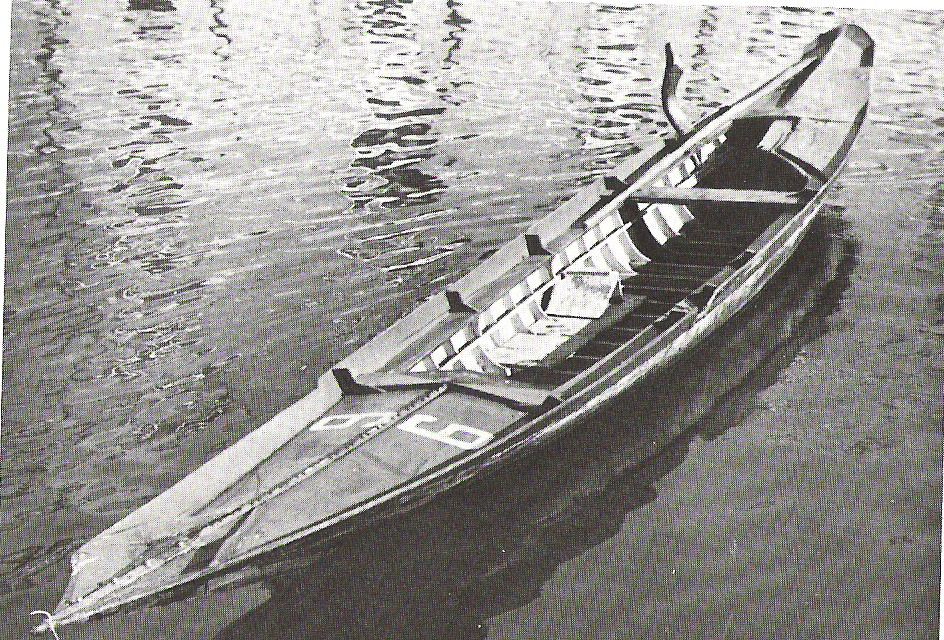
Pupparino de regata

| Longitud | Anchura | Peso   |
| -------- | ------- | ------ |
| 10,5 m   | 1,1 m   | 160 Kg |

#### Pupparino
Embarcación que antiguamente era utilizada por las familias en lugar de la góndola (barco de casada). Su nombre viene de la forma esbelta de la popa.
Es el barco más utilizado en las competiciones de la comunidad, remada por hombres, mujeres y jóvenes. Se utiliza en competiciones con un solo remador (a un remo) o con dos.
| Longitud | Anchura | Peso   |
| -------- | ------- | ------ |
| 10,2 m   | 1,25 m  | 200 Kg |

#### Mascaretta

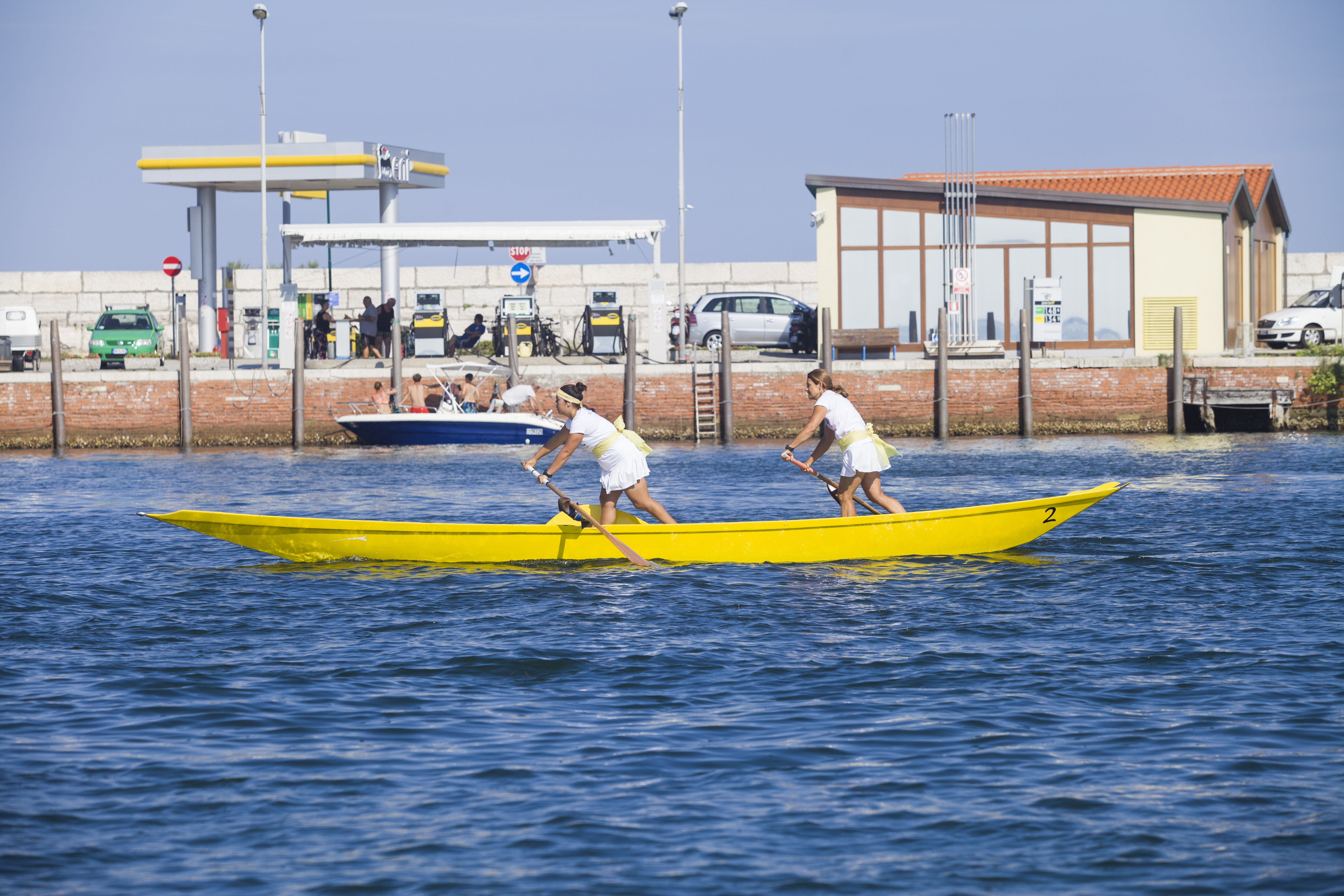
Barco tipo mascaretta, Regata de Pellestrina, color canarin (amarillo).

Es uno de los barcos más populares de recreo, similar a un sandolo, pero más ligero, por lo que se destina sobre todo a las competiciones femeninas. Se utiliza en competiciones con dos remadores.
| Longitud | Anchura | Peso   |
| -------- | ------- | ------ |
| 8 m      | 1,18 m  | 120 Kg |

#### Sandolo
También éste es un barco muy difundido en la laguna de Venecia, apto para diferentes usos pero sobre todo para la pesca. También se utiliza en regatas de menor importancia. Se utiliza en competiciones con cuatro remadores.
| Longitud | Anchura | Peso   |
| -------- | ------- | ------ |
| 9 m      | 1,18 m  | 240 Kg |

#### Caorlina
Antiguamente utilizada para el transporte. En el siglo XXI se utiliza para algunas regatas, entre las cuales las más importantes son la Regata de Malamocco y la Regata Histórica. En la regata, es remada por 6 remadores.
| Longitud | Anchura | Peso   |
| -------- | ------- | ------ |
| 9 m      | 1,56 m  | 380 Kg |

#### VIP 7,50 y 10,50
Estas embarcaciones nacieron con la intención de unificar varios estilos de remada a pie presentes en Italia. Este barco se utiliza para las competiciones nacionales que se disputan en toda Italia. Es adecuado para ser remado por un solo remador (valesana), dos (VIP 7,50) o cuatro (VIP 10,50).
A diferencia de todos los demás, estos barcos no están hechos de madera sino de aluminio. Además, ni siquiera son artesanales.
Los cinceles que se utilizan para insertar el remo no son forcole (de madera), sino escálamo de hierro.
| Longitud | Anchura | Peso   |
| -------- | ------- | ------ |
| 7,5 m    | 85,4 cm | 110 Kg |

| Longitud | Anchura | Peso   |
| -------- | ------- | ------ |
| 10,5 m   | 85,4 m  | 160 Kg |

### Otros tipos de barcos

#### Balotina
Similar a una góndola, pero es remada por seis remadores. A veces se adorna con un sillón que se llama polacheta y se encuentra en la proa del barco.

#### Batana
Barco de trabajo con un fondo plano. Es un barco utilizado sobre todo en el alto Adriático, entre Comacchio y Rovinj. De 4 a 9 metros de largo y también se puede utilizar como barco de vela al terzo.

#### Bissona
Se trata de un barco de exhibición, utilizado exclusivamente en cortejos de agua. Actualmente durante el desfile histórico de la Regata Histórica, la competición más importante de Venecia, aparece una bissona de chinos.

#### Batela
Barco que antiguamente estaba destinado al transporte. Se pueden clasificar dos tipos de batela: a coa de gambero (a cola de gamba) y buranella (de la isla de Burano).
La primera se parece más a una caorlina. Ya no se utiliza para el comercio, sin embargo está presente en algunas remiera (empresas que tienen diferentes disposiciones de barcos) y asociaciones, como Row Venice, asociación que tiene el objetivo de promover la voga a la veneta y utiliza estos barcos para dar clases de remo.
La segunda se parece más a un sandalo. En Ferrara (Po di Volano) se utilizaban para la pesca. En el siglo XXI son los barcos protagonistas de la Regata Histórica Ducal.

#### Gondolone
El nombre se parece mucho al de la góndola precisamente porque la forma es la misma.
La declinación en -one, en italiano, indica algo grande y de hecho este barco es una góndola más grande. Existen varios ejemplares y su nombre cambia según el número de remeros: dodesona, a 12 remadores; disdottona, a dieciocho remadores.

#### Olímpica
Barco construido por Gianfranco Vianello Crea, el cual se construyó con la intención, en el futuro, de hacer la voga a la veneta una disciplina olímpica.

#### Peata/peota
Barco ahora en desuso. Era un barco adecuado para el transporte de mercancías pesadas, incluso en los fondos más bajos como los laguanares. Se encuentran actualmente pocos ejemplares, pero se pueden ver en algunos cuadros en el museo Correr de Venecia.

#### Topo
Barco muy popular en la laguna veneciana. Se utiliza para el transporte de mercancías a Venecia. Sin embargo, ha perdido sus formas originales, ya que se utiliza principalmente a motor. Todavía se encuentran en las remiera algunos ejemplares que se pueden utilizar con remos o vela.

#### Veneta
Este barco aparece en Venecia a principios del siglo XX. Este adapta los cascos de la voga al inglés al tipo de remada a pie, típico veneciano.
La forma recuerda a una Yole y usa planchas de hierro como las VIP.

#### Velocipio
Este tipo de barco es típico de los valles del comacchio. Se utiliza sobre todo en zonas de baja profundidad y puede ser remada por un remero (valesana) o por dos.